# Pevensie-børnene
Pevensie-børnene er fire fiktive søskende, som optræder i C.S. Lewis' narnia-fortællingerne. Søskende har en vigtig rolle i den første, anden og sidste bog. Søskende består af børnene Peter, Susan, Edmund og Lucy Pevensie. Søskende optræder første gang i Løven, heksen og garderobeskabet, hvor de er evakuere fra London under 2. verdenskrig til et stor hus på landet. Her finder Lucy en vej til Narnia, hvor de efter af have hjulpet i kampen mod den hvide heks bliver konger og dronninger af Narnia. 